# کورده (رود)

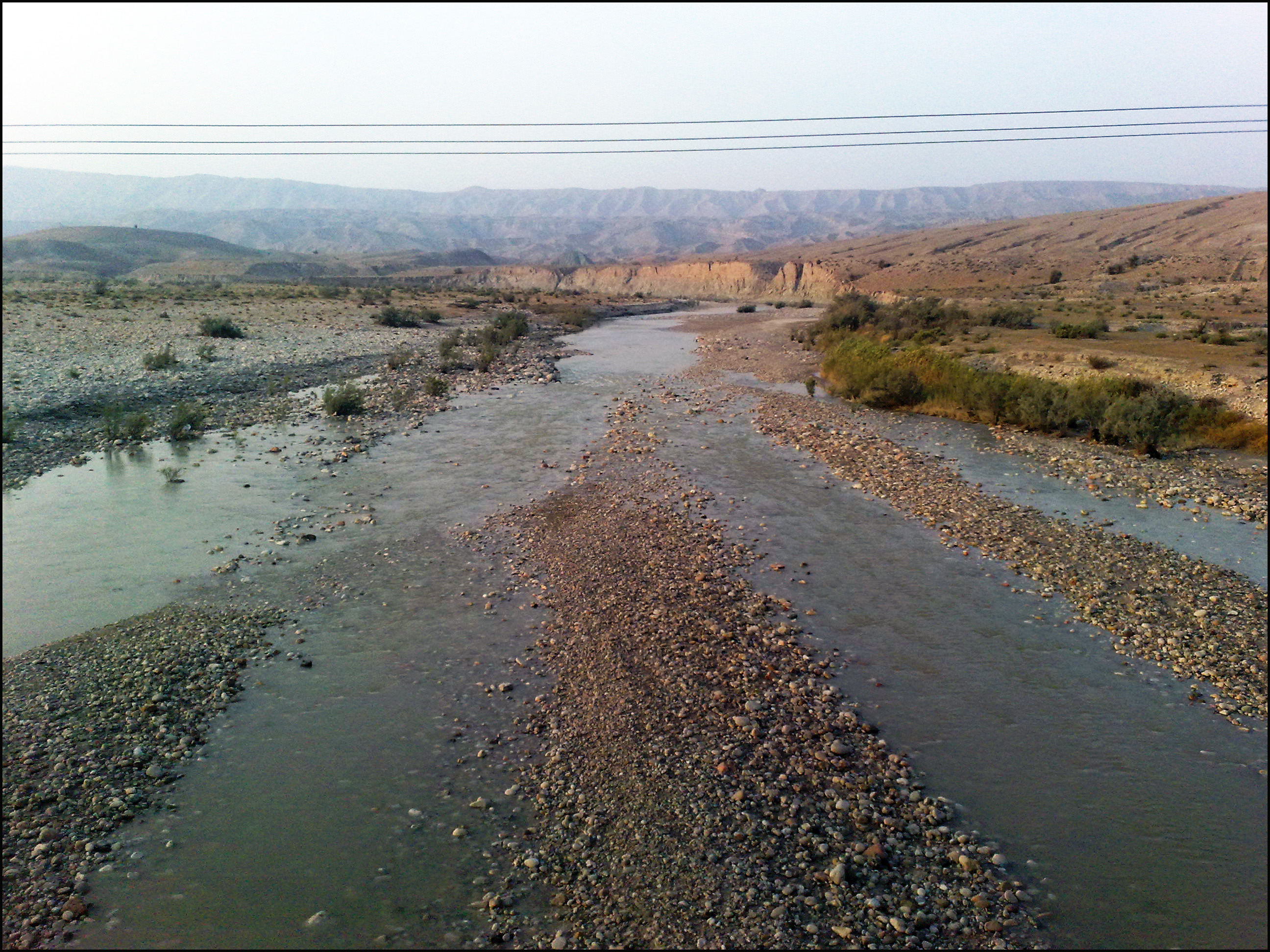
رود کورده، جادهٔ خنج کورده

رودخانه کورده یک رود فصلی به طول ۱۷۰ کیلومتر در شهرستان لارستان واقع در جنوب استان فارس می‌باشد. مسیر کلی این رود شمال باختری بوده و از کوه بهاش در ۳۷ کیلومتری باختر جنوبی لار و ۱۷ کیلومتری جنوب باختری اوز سرچشمه می‌گیرد و آسیاب دهستان ارد را سیراب می‌کند و به شهرستان خنج وارد می‌گردد و از دره شمالی کوه مرز عبور کرده و از کنار روستاهای آشنا و چاه طوسی می‌گذرد و با مخلوط شدن با ریزابه‌هایی به رودخانه فیدویه. گزیوز تغییر نام می‌دهد و از شمال روستای کورده می‌گذرد و با رودخانه علامرودشت (رودخانه دارالمیزان) مخلوط می‌شود و رودخانه دزگاه را تشکیل می‌دهد.این رود به زبان محلی روستای کورده به رودخانه شور معروف است و معمولا در بیشتر ایام سال آب دارد.